# Frank Möller (lekkoatleta)
Frank Möller (ur. 16 lutego 1960 w Hohen Neuendorf) – niemiecki lekkoatleta, sprinter, uczestnik igrzysk olimpijskich w 1988. Podczas swojej kariery reprezentował Niemiecką Republikę Demokratyczną.

## Osiągnięcia sportowe
Specjalizował się w biegu na 400 metrów.  Zajął 2. miejsce w sztafecie 4 × 400 metrów w zawodach pucharu świata w 1985 w Canberze.
Zajął 6. miejsce w sztafecie 4 × 400 metrów na mistrzostwach Europy w 1986 w Stuttgarcie, a na mistrzostwach świata w 1987 w Rzymie odpadł w półfinale tej konkurencji.
Zajął czwarte miejsce w finale biegu sztafetowego 4 × 400 metrów na igrzyskach olimpijskich w 1988 w Seulu (sztafeta NRD biegła w składzie: Jens Carlowitz, Mathias Schersing, Möller i Thomas Schönlebe).
Zdobywał medale mistrzostw NRD. W sztafecie 4 × 100 metrów był mistrzem w 1983, wicemistrzem w 1980 i 1982 oraz brązowym medalistą w 1981, w sztafecie 4 × 400 metrów wicemistrzem w 1983, a w biegu na 400 metrów brązowym medalistą w 1986. Był również halowym mistrzem NRD w biegu na 200 metrów w 1984 oraz wicemistrzem na tym dystansie w 1983 i w biegu na 400 metrów w 1987.
23 czerwca 1986 w Erfurcie biegł w składzie sztafety 4 × 400 metrów, która z czasem 2:59,86 ustanowiła rekord NRD, który do tej pory (listopad 2024) jest rekordem Niemiec.

## Rekordy życiowe
Rekordy życiowe Möllera:
- bieg na 100 metrów – 10,29 s (30 kwietnia 1984, Split)
- bieg na 200 metrów – 20,73 s (3 czerwca 1984, Erfurt)
- bieg na 200 metrów (hala) – 21,33 s (12 lutego 1983, Budapeszt)
- bieg na 400 metrów – 45,95 s 25 sierpnia 1987, Berlin)
- bieg na 400 metrów (hala) – 47,07 s (24 stycznia 1987, Berlin)